# التعليم الشعبي في السويد
التعليم الشعبي في السويد، اسم جامع لما تقوم به المدارس الشعبية العالية والإتحادات الدراسية للكبار في السويد. يشارك ملايين السويدين في أنشطة التعليم الشعبي كل سنة.

## تاريخ التعليم الشعبي في السويد
يرجع تاريخ التعليم الشعبي في السويد لاكثر من مئة وخمسين عام. في ذلك الوقت كانت السويد دولة فقيرة وكان باب التعليم مقصوراً على الميسورين من أبناء الشعب. بدات أفكار التعليم الشعبي تنمو في المجتمع عندها نتيجة التطورات العلمية التي صاحبة عصر النهضة الأوربي وقدوم الثورة الصناعية إلى شمال اوربة.

## أهداف التعليم الشعبي في السويد
أن الفكرة الأساسية للتعليم الشعبي تنبع من حاجة الإنسان للمعرفة والتطوير الذاتي بغض النظر عن العرق والجنس والمستوى المادي أو الثقافي أو العمر. يهدف التعليم الشعبي إلى تضيق الفجوة المعرفية داخل المجتمع. لسبب أو اخر هناك حاجة لبدائل عن التعليم النظامي وهذه هو ماتقوم به المدارس المدارس الشعبية العالية والإتحادات الدراسية للكبار في السويد. التعليم الشعبي في السويد مستقل ولذلك كان ومازال عامل أساسي للتغيير في المجتمع ويرتبط بمفهومي الممارسة اليومية للديمقراطية والعمل الخيري.

## مميزات التعليم الشعبي في السويد
- المشاركة في نشاطات التعليم الشعبي طوعية
- يملك المشاركون في أنشطة التعليم الشعبي امكانية التأثير على محتوياته
- يتميز التعليم الشعبي بجو دراسي مشترك مع ياخذ بنضر الأعتبار الخبرة والتجربة الحياتية للمشارك
- يساهم التعليم الشعبي في تقوية المجتمع المدني

## الدعم الحكومي لللتعليم الشعبي في السويد
هناك اتفاق عام على دعم هذه النشاطات من قبل الدولة ومجالس الأقأليم والبلديات السويدية. حدد البرلمان السويدي الخطوط العريضة لانشطة التعليم الشعبي:
ـ تقويه ودعم الديمقراطية
ـ تمكيين المشاركين من تطويرقابليتهم في التاثير على مجريات حياتهم اليومية ولخلق اتجاه سلوكي يهدف لتعزيز المشاركة والتاثير في المجتمع
```
ـ خلق توافق بين المستويات التعليمية داخل المجتمع عن طريق رئب الهوة التعليمية والرفع من مستوى التعليم في المجتمع 
ـ توسيع الاهتمام والمشاركة بالحياة الثقافية 
```

### مجلس ألتعليم الشعبي في السويد
مجلس ألتعليم الشعبي في السويد هيئه تشرف على نشاطات التعليم الشعبي وتوزيع المساعدة الحكومية للمدارس الشعبية يضم المجلس ممثلين عن:
- الاتحادات الدراسية في السويد
ـالمدارس الشعبية العليا التابعة للحركات الشعبية والمنظمات الخيرية
- المدارس الشعبية العليا التابعة للمجالس النيابيه للاقاليم والبلديات السويديه

## الاتحادات الدراسية في السويد
هناك 10 اتحادات دراسيه رئيسيه لها نشاطات في كل السويد وتتمع بدعم حكومي وحريه في تحديد انشطتها الثقافية والتعليميه.كل اتحاد دراسي له اتجاه معين ضمن المجتمع المدني السويدي. النشاط الممييز هو الحلقات الدراسية حيث ياتقي عدد قليل من المشاركين لدراسه مادة معينه ضمن خطه دراسيه يحددها مسؤول الحلقة يشاركحوالي مليوني شخص في مايقارب ربع مليون حلقة دراسية كل عام. تقوم التحادات الدراسية أيضا بتنظيم المؤتمرات والمعارض وغيرها من النشاطات الثقافية

## المدارس الشعبية العليا
هناك 150 مدرسه شعبيه عليا في السويد. قسم من هذه المدارس يقوم بادارتها الحركات الشعبية في الجتمع المدني والقسم الآخر تقوم بادارته مجالس المحافظات والاقاليم السويديه
مده الدراسة تتراوح بين عده أيام في الدورات الدراسية القصيرة إلى عدة سنوات في الدورات الطيله الامد مواد الدراسة مختلفه وتشمل الفروع الأدبية والفنيه إضافة للمواد الدراسية الأساسية ضمن التعليم الاولي والثانوي في السويد تؤهل قسم من الدورات الدراسية الطويلهبمستوى الثانوية السويديه المشارك للدراسه في الجامعات ومؤسسات التعليم العالي في السويد. يشارك مايزيد
عن 25000 مشارك كل فصل دراسي في الدورات الدراسية الطويلة وفي الدورات القصيرة حوالي 80000

## وصلات الخارجية
- مجلس التعليم الشعبي السويدي http://www.folkbildning.se]
- دليل الدورات الدراسية http://www.folkhogskola.nu]
- شبكه التعليم الشعبي الاكترونيه http://www.folkbildning.net]